# دوزخ دانته (ترانه)
«دوزخ دانته» (به انگلیسی: Dante's Inferno) یک قطعه موسیقی در سبک هوی متال از گروه آمریکایی آیسد ارث است. این آهنگ با مدت زمان شانزده دقیقه یکی از بلندترین آهنگ‌های این گروه است. شعر این قطعه بر پایهٔ بخش سفر به دوزخ از کتاب کمدی الهی دانته آلیگیری سروده شده است.
این آهنگ در آلبومی که گروه در سال ۱۹۹۵ منتشر کرد قرار دارد. در سال ۲۰۱۱ گروه ضبط مجددی از این آهنگ انجام داد.